# Fotbalová národní liga 2013/2014
Sezóna 2013/14 byla 21. ročníkem 2. nejvyšší české fotbalové soutěže. Fotbalová národní liga začala dne 27. července 2013. Hrací systém byl tradičně jako ve všech sezonách, každý s každým, a to jeden zápas na domácí půdě a odveta na hřišti soupeře. Sezóna byla přerušena zimní přestávkou po odehrání 15. kola. Z nejvyšší soutěže do tohoto ročníku sestoupily celky SK Dynamo České Budějovice (jenž jej zároveň vyhrál a postoupil zpět do nejvyšší ligy) a FC Hradec Králové (také postoupil na konci zpět do 1. ligy). Naopak z ČFL postoupil tým FK Loko Vltavín a z MSFL kluby FK Fotbal Třinec a MFK Frýdek-Místek.

## Lokalizace
- Praha – FK Loko Vltavín, FK Bohemians Praha, FK Viktoria Žižkov
- Moravskoslezský kraj – MFK Karviná, MFK Frýdek-Místek, FK Fotbal Třinec
- Zlínský kraj – FC Fastav Zlín
- Středočeský kraj – FC Graffin Vlašim
- Pardubický kraj – FK Pardubice
- Ústecký kraj – FK Baník Most 1909, FK Ústí nad Labem, FK Varnsdorf
- Karlovarský kraj – FK Baník Sokolov
- Jihočeský kraj – FC MAS Táborsko, SK Dynamo České Budějovice
- Královéhradecký kraj – FC Hradec Králové

## Konečná tabulka
| Poř. | Tým                        | Z  | V  | R  | P  | VG | OG | B  |
| ---- | -------------------------- | -- | -- | -- | -- | -- | -- | -- |
| 1.   | SK Dynamo České Budějovice | 30 | 19 | 5  | 6  | 57 | 20 | 62 |
| 2.   | FC Hradec Králové          | 30 | 18 | 7  | 5  | 54 | 27 | 61 |
| 3.   | FC MAS Táborsko            | 30 | 17 | 8  | 5  | 46 | 27 | 59 |
| 4.   | FK Varnsdorf               | 30 | 13 | 8  | 9  | 42 | 31 | 47 |
| 5.   | FK Viktoria Žižkov         | 30 | 14 | 5  | 11 | 39 | 30 | 47 |
| 6.   | FK Baník Sokolov           | 30 | 13 | 7  | 10 | 32 | 37 | 46 |
| 7.   | FK Ústí nad Labem          | 30 | 13 | 4  | 13 | 38 | 37 | 43 |
| 8.   | MFK OKD Karviná            | 30 | 12 | 6  | 12 | 44 | 39 | 42 |
| 9.   | FK Fotbal Třinec           | 30 | 11 | 6  | 13 | 37 | 44 | 39 |
| 10.  | FC Fastav Zlín             | 30 | 10 | 7  | 13 | 33 | 30 | 37 |
| 11.  | FK Pardubice               | 30 | 10 | 7  | 13 | 32 | 32 | 37 |
| 12.  | FK Baník Most 1909         | 30 | 10 | 7  | 13 | 34 | 46 | 37 |
| 13.  | FC Graffin Vlašim          | 30 | 11 | 3  | 16 | 29 | 46 | 36 |
| 14.  | MFK Frýdek-Místek          | 30 | 8  | 10 | 12 | 33 | 40 | 34 |
| 15.  | FK Bohemians Praha         | 30 | 6  | 4  | 20 | 30 | 66 | 22 |
| 16.  | FK Loko Vltavín            | 30 | 4  | 8  | 18 | 25 | 54 | 20 |

|  | Postup do Synot ligy 2014/15 |
|  | Sestup do ČFL 2014/15        |

Poznámky:
- Z = odehrané zápasy; V = vítězství; R = remízy; P = prohry; VG = vstřelené góly; OG = obdržené góly; B = body

## Soupisky mužstev

### FC Hradec Králové
Tomáš Koubek (12/0/5),
Jiří Lindr (18/0/6) –
Pavel Čermák (11/1),
Pavel Dvořák (20/5),
Jan Hable (6/0),
Emir Halilović (16/3),
Marián Hock (1/0),
Radek Hochmeister (13/0),
Tomáš Holeš (14/1),
David Hovorka (7/0),
Jiří Janoušek (25/0),
Richard Jukl (2/0),
Martin Kopáč (5/0),
Ondřej Kraják (9/1),
Juraj Križko (7/1),
Tomáš Kučera (10/1),
Marek Kulič (28/3),
Tomáš Malinský (27/7),
Róbert Pillár (8/1),
Marek Plašil (27/2),
Jiří Poděbradský (21/0),
Adrián Rolko (29/2),
Jan Shejbal (23/5),
Petr Schwarz (7/0),
David Sixta (2/0),
Jan Šisler (12/2),
David Vaněček (23/17),
Radek Voltr (3/0),
Asim Zec (3/0),
Jaroslav Zelený (28/2),
Filip Zorvan (1/0) –
trenér Luboš Prokopec

### FK Ústí nad Labem
Radim Novák (26/0/9),
Zdeněk Zacharda (4/0/1) –
Ladislav Benčík (12/0),
Lukáš Dvořák (17/2),
Michal Hanich (8/0),
Arnošt Hrabánek (1/0),
Tomáš Jursa (23/5),
Jan Králík (13/0),
Michal Leibl (24/6),
Jan Martykán (21/0),
Pavel Moulis (16/5),
Abid Mujagić (11/0),
Michal Pavlata (24/2),
Jan Peterka (25/1),
Jakub Pícha (5/0),
Marek Pokorný (1/0),
Emil Rilke (6/0),
Petr Růžička (3/0),
Jakub Seidl (2/0),
Tomáš Smola (25/6),
Alvin Sukama (1/0),
Petr Šalda (1/0),
Vladimír Švec (4/0),
Jakub Teplý (12/0),
David Vacek (21/0),
Michal Valenta (28/1),
Lukáš Vaněk (23/0),
Richard Veverka (26/8),
Michal Zeman (1984) (27/2),
Adnan Zukić (6/0) –
trenér Lukáš Přerost

### MFK OKD Karviná
Martin Lipčák (2/0/0),
Lukáš Paleček (3/0/0),
Branislav Pindroch (26/0/9) –
Elvist Ciku (10/3),
Ondřej Cverna (13/0),
Václav Cverna (7/0),
Karim Coulibaly Diaby (3/0),
Pavel Eismann (30/3),
Matěj Fiala (26/10),
Michal Gonda (25/3),
Milan Halaška (12/0),
Josef Hoffmann (16/0),
Martin Holek (12/2),
Jakub Hottek (22/4),
Mihailo Jovanović (20/2),
Václav Juřena (11/0),
Tomáš Knötig (19/0),
Václav Koutný (13/0),
Lukáš Kurušta (5/1),
Jakub Legierski (1/0),
Martin Limanovský (3/0),
David Mikula (26/2),
Vladimír Mišinský (12/3),
Prince Ofori (9/1),
Karol Pavelka (13/2),
Erik Puchel (3/1),
Jan Svatonský (23/2),
Martin Uvíra (10/0),
Richard Vaněk (27/0),
Admir Vladavić (13/5) –
trenér Josef Mazura

### FK Fotbal Třinec
Václav Bruk (16/0/4),
Lukáš Paleček (14/0/7) –
Kamil Adamek (2/0),
Miroslav Ceplák (28/6),
Petr Cigánek (10/2),
Marek Čelůstka (24/1),
Josef Čtvrtníček (11/1),
René Dedič (11/3),
Tomáš Dostál (2/0),
Tomáš Gavlák (24/2),
Radek Gulajev (25/7),
Roman Haša (10/1),
Michael Hupka (24/1),
Michal Janec (4/0),
Petr Joukl (16/2),
Václav Juřena (9/0),
Lukáš Kubáň (11/0),
Petr Lisický (24/1),
Jaroslav Málek (26/0),
Jan Malík (10/0),
Pavel Malíř (23/1),
Tomáš Matoušek (21/2),
Martin Motyčka (27/2),
Dzmitry Rekiš (5/1),
Martin Sporysz (1/0),
Michal Velner (5/0),
Benjamin Vomáčka (12/1),
Tomáš Voves (1/0),
Petr Wojnar (21/2) –
trenéři Pavel Hajný (1.–12. kolo) a Karel Kula (13.–30. kolo)

### FC Fastav Zlín
Stanislav Dostál (29/0/8),
Krzysztof Żukowski (1/0/1) –
Robert Bartolomeu (21/1),
Ladislav Benčík (13/1),
Radim Bublák (9/0),
Štěpán Červenka (5/0),
Pavel Elšík (19/0),
Tomáš Hájek (26/0),
Lukáš Holík (22/4),
Martin Hruška (13/0),
David Hubáček (28/0),
Šimon Chwaszcz (1/0),
Adam Jasenský (2/0),
Tomáš Jeleček (6/0),
Marko Jordan (12/3),
Zdeněk Kroča (19/0),
Lubomír Kubica (16/0),
Petr Kurtin (7/0),
Jakub Linek (2/0),
Pavel Malcharek (16/3),
Michal Malý (25/3),
Róbert Matejov (10/1),
Lukáš Motal (8/0),
Lukáš Pazdera (23/3),
Tomáš Polách (14/0),
Tomáš Poznar (16/4),
Pavol Ruskovský (3/0),
Lukáš Salachna (24/0),
Lukáš Železník (27/10) –
trenéři Marek Kalivoda (1.–7. kolo), Alois Skácel (8.–13. kolo) a Martin Pulpit (14.–30. kolo)

### MFK Frýdek-Místek
Jiří Hlaváč (1/0/0),
Ondřej Prepsl (29/0/9) –
Petr Cigánek (12/0),
Radek Coufal (16/0),
Jan Dobrovolný (7/0),
David Javorek (1/0),
Jaroslav Juříček (3/0),
Filip Kmoníček (12/0),
Filip Korneta (10/0),
Marián Kovařík (12/1),
Petr Literák (26/2),
Jan Lukáš (15/2),
Marko Milunović (4/1),
Václav Mozol (26/4),
David Musiol (1/0),
Lukáš Palko (7/0),
Hynek Prokeš (25/10),
Jiří Prokeš (9/0),
Igor Schroner (5/0),
Thiago Silveira da Silva (9/0),
Petr Soukup (19/0),
Jan Staško (14/3),
Martin Šigut (2/0),
Michal Šrom (9/2),
Michal Švrček (30/0),
Erik Talián (26/0),
Martin Uvíra (12/0),
Dalibor Vašenda (15/1),
Tomáš Vrťo (14/3),
Petr Zapalač (14/2),
Jan Žídek (28/2) –
trenér Milan Duhan